# Tatiana Pavlovna Ehrenfest
Tatiana Pavlovna Ehrenfest, née à Vienne (Autriche) le 28 octobre 1905 et morte à Dordrecht (Pays-Bas) le 29 novembre 1984, est une mathématicienne hollandaise.

## Biographie
Elle est la fille de Paul Ehrenfest et Tatiana Afanassieva. Après son mariage, elle se fait appeler madame Tatiana van Aardenne-Ehrenfest.
Tatiana passe son enfance à Saint-Pétersbourg.
En 1912, la famille s'installe aux Pays-Bas, à Leyde, où son père succède au prix Nobel de physique Hendrik Lorentz à l'université de Leyde.
Tatiana étudie les mathématiques et la physique à l'université de Leyde.
En 1928, elle se rend à Göttingen, où elle suit les cours du mathématicien danois Harald Bohr et du physicien allemand Max Born. Le 8 décembre 1931, elle obtient son doctorat à Leyde.
Elle est connue pour ses travaux sur les méthodes d'échantillonnage,, notamment sur la suite de van der Corput (du mathématicien néerlandais Johannes van der Corput), ainsi qu'en théorie des graphes, pour le théorème de BEST, ainsi nommé d'après de Bruijn, Ehrenfest (elle-même), Smith (en) et Tutte.